# Carlo Ricciotti
Carlo Ricciotti (Frosinone (Itàlia), 11 de juliol, 1675 - Den Haag (Països Baixos), 13 de juliol), va ser un violinista, compositor i director d'òpera italià.
va ser un violinista, editor i empresari italià. Ricciotti també era conegut com a Charles Bachiche i va rebre el sobrenom de Bacciccia. No se sap gaire de la vida de Ricciotti. El llibre de matrimonis de La Haia sí que esmenta "de data 25 de juny de 1712, estem en estat de matrimoni" confirma en el certificat del 18 de juny de 2008 Chaarl Francois Richotti, J. M. (home jove) nascut a Itàlia amb Catharina Pruijmboom, J. D. Va ser educat successivament a Nàpols i Roma. Va formar part d'una companyia d'òpera de parla francesa a La Haia des de 1702 fins a 1725, de la qual finalment es convertiria en el líder. .
Ricciotti s'ha fet conegut perquè els sis Concerts Armonici compostos per Unico Wilhelm van Wassenaer se li van atribuir durant molt de temps.
El 1740 Ricciotti va rebre l'encàrrec d'imprimir els sis Concerts Armonici escrits de manera anònima pel comte Unico Wilhelm van Wassenaer. Aleshores van ser publicats el 1755 per l'impressor-editor londinenc John Walsh que, com que les obres anònimes no es venien en aquell moment, va atribuir els concerts a Carlo Ricciotti. Això va crear la confusió, que no es resoldria fins al 1979.
El compositor polonès François Lessel (1780?-1835) va atribuir inicialment els concerts a Giovanni Battista Pergolesi. L'estil dels concerts és de fet italià, escrit segons la tradició romana amb quatre parts de violí i cadascuna formada per quatre parts en comptes de les tres parts venecianes, que era més habitual a l'època; són semblants a l'obra de Pietro Locatelli. L'any 1979 es va trobar un manuscrit dels sis concerts als arxius del castell de Twickel, el castell de Van Wassenaer, amb la inscripció Concerti Armonici. Encara que el manuscrit no és el de Van Wassenaer, el manuscrit conté una introducció de la seva mà, que diu: "Partition de mes concerts gravez par le Sr. Ricciotti" (partitura dels meus concerts, impresa pel Sr. Ricciotti). La investigació del musicòleg Albert Dunning (A Master Unmasked, Utrecht 1980) ha demostrat posteriorment de manera convincent que els 'Concerti Armonici' són de Van Wassenaer, i no de Carlo Ricciotti.